# Њу Мидлтаун (Индијана)
Њу Мидлтаун (енгл. New Middletown) град је у америчкој савезној држави Индијана.

## Демографија
По попису из 2010. године број становника је 93, што је 16 (20,8%) становника више него 2000. године.
| Група             | 2000.      | 2010.      |
| Белци             | 74 (96,1%) | 89 (95,7%) |
| Афроамериканци    | 0 (0,0%)   | 2 (2,2%)   |
| Азијати           | 0 (0,0%)   | 0 (0,0%)   |
| Хиспаноамериканци | 3 (3,9%)   | 0 (0,0%)   |
| Укупно            | 77         | 93         |